# Tøj (dokumentarfilm)
|  | Denne artikel er oprettet af botten Steenthbot ud fra en ekstern database. Den kan derfor have sproglige fejl eller mangler. Denne skabelon kan fjernes efter kontrol af indholdet. |

Tøj er en dansk dokumentarfilm fra 1975 instrueret af Svend Aage Lorentz og efter manuskript af Henny Harald Hansen.

## Handling
Den 75-årige museumsinspektør Henny Harald Hansen fortæller om klædedragtens historie under forskellige klimatiske og kulturelle vilkår. Klædedragten har ifølge hende tre funktioner for os: 1) Vi vil gerne virke erotisk tiltrækkende, 2) Vi vil signalere eller opnå en bestemt status, 3) Tøjet beskytter os.
Henny Harald Hansen sidder med front mod kameraet og holder foredrag, der på billedsiden illustreres først og fremmest med still billeder. Indledningsvist fastslår Hansen at studiet af mode og tøj fortæller langt mere om mennesket end de fleste umiddelbart tror. Tøj har nemlig mange symbolske funktioner, der ydermere forandrer sig gennem historien.

## Medvirkende
- Henny Harald Hansen